# Maria Carlsson
Maria Carlsson (auch: Maria Carlsson-Augstein; * um 1937) ist eine deutsche literarische Übersetzerin.

## Leben
Maria Carlsson ist seit den 1950er Jahren als Übersetzerin von belletristischen Werken aus dem Englischen tätig; sie ist vor allem als Übersetzerin der Werke John Updikes im Rowohlt Verlag hervorgetreten.
Carlsson war bis zu seinem Tod im Jahr 1963 mit dem Journalisten Hans-Joachim Sperr (1915–1963) verheiratet. Ab 1962 und während der Spiegel-Affäre war sie mit dem Verleger Rudolf Augstein liiert. 1964 wurde die gemeinsame Tochter Franziska Augstein geboren. Aus einer Liaison mit Martin Walser stammt ihr Sohn Jakob Augstein (* 1967). 1968 heirateten Carlsson und Rudolf Augstein. Die Ehe wurde 1970 geschieden.

## Auszeichnungen
- 1994: Heinrich Maria Ledig-Rowohlt-Preis
- 2002: Helmut-M.-Braem-Übersetzerpreis

## Übersetzungen
- Lawrence Durrell: Justine. Hamburg 1958
- Lawrence Durrell: Balthazar. Hamburg 1959 (übersetzt zusammen mit Gerda von Uslar)
- Lawrence Durrell: Mountolive, Reinbek bei Hamburg 1960 (übersetzt zusammen mit Gerda von Uslar)
- David H. Lawrence: Lady Chatterley. Reinbek bei Hamburg 1960
- John Updike: Das Fest am Abend. Frankfurt am Main 1961
- Carson McCullers: Die Quadratwurzel aus wundervoll. Frankfurt am Main 1962
- John Updike: Hasenherz. Frankfurt am Main 1962
- Paul Herr: Nicht enden soll die Fahrt. Frankfurt am Main 1964
- Vladimir Nabokov: Lolita. Reinbek bei Hamburg 1964 (übersetzt zusammen mit Helen Hessel)
- James Hanley: Für immer und ewig. Reinbek bei Hamburg 1966
- John Updike: Der Zentaur. Frankfurt am Main 1966
- John Updike: Glücklicher war ich nie. Frankfurt am Main 1966
- Reynolds Price: Ein ganzer Mann. Frankfurt am Main 1967
- Mary McCarthy: Der Zauberkreis. München [u. a.] 1967
- John Updike: Ehepaare, Reinbek bei Hamburg 1969
- David Brett: Ultramarin. Reinbek bei Hamburg 1970
- David Mercer: Flint. Zürich 1971
- John Updike: Gesammelte Erzählungen. Reinbek bei Hamburg 1971
- Edward A.Whitehead: Alpha Beta. Berlin 1975
- John Updike: Der weite Weg zu zweit. Reinbek bei Hamburg 1982
- Yehudi Menuhin: Vom König, vom Kater und der Fiedel. Berlin 1983
- John Updike: Die Hexen von Eastwick. Reinbek bei Hamburg 1985
- John Updike: Selbst-Bewusstsein. Reinbek bei Hamburg 1990
- John Updike: Rabbit in Ruhe. Reinbek bei Hamburg 1992
- John Updike: Erinnerungen an die Zeit unter Ford. Reinbek bei Hamburg 1994
- John Updike: Der Mann, der ins Sopranfach wechselte. Reinbek bei Hamburg 1997
- John Updike: Gott und die Wilmots, Reinbek bei Hamburg 1998
- John Updike: Golfträume. Reinbek bei Hamburg 1999
- John Updike: Gegen Ende der Zeit. Reinbek bei Hamburg 2000
- John Updike: Gertrude und Claudius. Reinbek bei Hamburg 2001
- John Updike: Rabbit, eine Rückkehr. Reinbek bei Hamburg 2002
- John Updike: Wie war’s wirklich. Reinbek bei Hamburg 2004
- John Updike: Sucht mein Angesicht. Reinbek bei Hamburg 2005
- John Updike: Die Witwen von Eastwick. Reinbek bei Hamburg 2009 (übersetzt zusammen mit Angela Praesent)
- John Updike: Die Tränen meines Vaters und andere Erzählungen. Reinbek bei Hamburg 2011
- William Faulkner: Als ich im Sterben lag. Reinbek bei Hamburg 2012